# Mír Hosejn Músáví
Mír Hosejn Músáví (* 2. března 1942) je íránský reformní politik, malíř a architekt azerského původu, který byl pátým a posledním premiérem Íránu v letech 1981 až 1989. Músáví je v současnosti ředitelem Íránské akademie věd a byl kandidátem na úřad prezidenta Íránu v roce 2009.
Byl posledním premiérem před ústavními změnami, které tento post zrušily. Předtím působil jako ministr zahraničních věcí. Je členem Smírčí rady a Vrchní rady íránské kulturní revoluce, ale od roku 2009 se na jejich zasedání nedostavuje. Političtí analytici a komentátoři to vnímají jako znak jeho nesouhlasu s těmito orgány. Músáví má magisterský titul z architektury, který získal na univerzitě Šáhid Beheští. V dřívějších dobách revoluce působil jako šéfeditor oficiálních novin vydávaných Stranou islámské republiky.
Je držen v domácím vězení, v němž pobývá již od roku 2011. V říjnu 2022 vyjádřil podporu protestujícím, kteří od zářijové smrti Mahsá Amíníové usilují o pád režimu a posílení občanských práv v zemi. Vyzval armádu, aby se postavila „na stranu pravdy, na stranu národa“.